# Johannes Franciscus Maria Sterck
Johannes Franciscus Maria Sterck, född den 3 januari 1859 i Amsterdam, död där den 28 augusti 1941, var en nederländsk litteraturhistoriker.
Stercks livsverk gällde 1600-talsdiktaren Joost van den Vondel, vars verk han utgav. Han publicerade även postumt arbeten av sin vän J.A. Worp, bland annat dennes manuskript med Maria Tesselschade Visschers dikter och brev.